# Крістоф Камп
Крістоф Камп  (фр. Christophe Kempe, 2 травня 1975) — французький гандболіст, олімпійський чемпіон.

## Виступи на Олімпіадах
| Олімпіада  | Дисципліна | Місце |
| ---------- | ---------- | ----- |
| Пекін 2008 | гандбол    | 1     |